# CGRP
CGRP (англ. Calcitonin gene-related peptide) — «пептид, пов'язаний з геном кальцитоніну» — білок з групи пептидів, що походять з гену кальцитоніну, і який у людини існує у двох формах: α-CGRP і β-CGRP, кожна з яких походить з окремого гену.

## Хімічна будова
Станом на 2019 рік відомі дві ізоформи: α-CGRP і β-CGRP, які відрізняються трьома амінокислотами й закодовані в окремих генах. Обидві ізоформи CGRP складаються з 37 амінокислот і утворюються шляхом альтернативного сплайсингу відповідних генів кальцитоніну, розташованих на 11-й хромосомі людини. Менш вивчений β-CGRP відрізняється трьома амінокислотами (у людини) і кодується окремим геном CALCB у близькій ділянці.

## Фізіологічна дія
CGRP виробляється як в периферичних, так і в центральних нейронах, володіє потужною судинорозширювальною дією та бере участь у ноцицепції. У спинному мозку функція і експресія CGRP можуть відрізнятися залежно від місця синтезу. CGRP, що продукується головним чином руховими нейронами у вентральному розі спинного мозку, сприяє регенерації нервової тканини після травми. Натомість CGRP, що виділяється нейронами спінальних гангліїв, може бути пов'язаний з передачею больового сигналу. Вважається, що CGRP відіграє певну роль у гомеостазі та ноцицепції серцево-судинної системи. Рецептори CGRP знаходяться у різних ділянках тіла, що свідчить про те, що даний білок може модулювати різні фізіологічні функції у всіх основних системах (зокрема, у дихальній, ендокринній, травній, імунній та серцево-судинній).

## Зміни при патологіях
Підвищені рівні CGRP були зареєстровані у пацієнтів з мігренню та больовим синдромом з боку скронево-нижньощелепного суглоба, а також у випадку багатьох інших захворюваннях, таких як серцева недостатність, артеріальна гіпертензія та сепсис.
Доклінічні дані свідчать про те, що під час мігрені активовані первинні сенсорні нейрони (менінгеальні ноцицептори) у трійчастому ганглії вивільняють CGRP з периферичних проекційних нервових закінчень, розташованих у межах мозкових оболон. Вивільнений CGRP зв'язується з CGRP-рецепторами і активує реакцію дилатації (розширення) менінгеальних судин, дегрануляцію опасистих клітин і плазмову транссудацію. Дослідження виявили роль CGRP у патофізіології мігрені. Активація первинних сенсорних нейронів у трійчастій судинній системі людини може викликати вивільнення CGRP. Під час деяких нападів мігрені підвищені концентрації CGRP можна знайти як в слині, так і в плазмі, взятої з зовнішньої яремної вени. Крім того, внутрішньовенне введення альфа-CGRP може спровокувати головний біль у людей, схильних до мігрені.

## Фармакологічна регуляція

### Стимулятори рецепторів CGRP
Завдяки своїм судиннорозслаблюваним властивостям, CGRP і агоністи CGRP-рецепторів розглядаються як потенційні препарати при лікуванні ішемічної хвороби серця, легеневої гіпертензії, еректильної дисфункції і порушень периферичного кровообігу.

### Блокатори CGRP
Уброгепант, Рімегепант — специфічні блокатори рецепторів CGRP вже доступні у вигляді лікарських засобів для лікування мігрені.

#### Моноклональні антитіла
Моноклональні антитіла є великими білковими молекулами, які не перетинають гематоенцефалічний бар'єр і не метаболізуються печінкою, що запобігає гепатотоксичності або взаємодії з іншими лікарськими засобами та суттєво збільшує час напіврозпаду порівняно з більшістю хімічних речовин. Уводяться лише парентерально.
Еренумаб (торгова назва Aimovig®) — перший затверджений FDA препарат групи блокаторів рецепторів CGRP —  випускається фармацевтичною компанією Amgen і Novartis. Він взаємодіє з рецептором CGRP, уводиться 1 раз на місяць дозою 70 або 140 мг та суттєво зменшує прояви мігрені.
Фреманезумаб (Ajovy® фірми Teva), також схвалений FDA, має аналогічний еренумабу механізм дії. Уводиться щомісячно або кожні три місяці (за показами). Випробування показали зменшення більш ніж на 50 % днів з мігренозними болями у націєнтів, що відреагували на препарат.
Галканезумаб (Emgality® компанії Eli Lilly), схвалений FDA, уводиться один раз на місяць.
Найпоширенішими побічними ефектами препаратів моноклональних антитіл є реакції у місці ін'єкції.